# Traffic Motor Truck Corporation

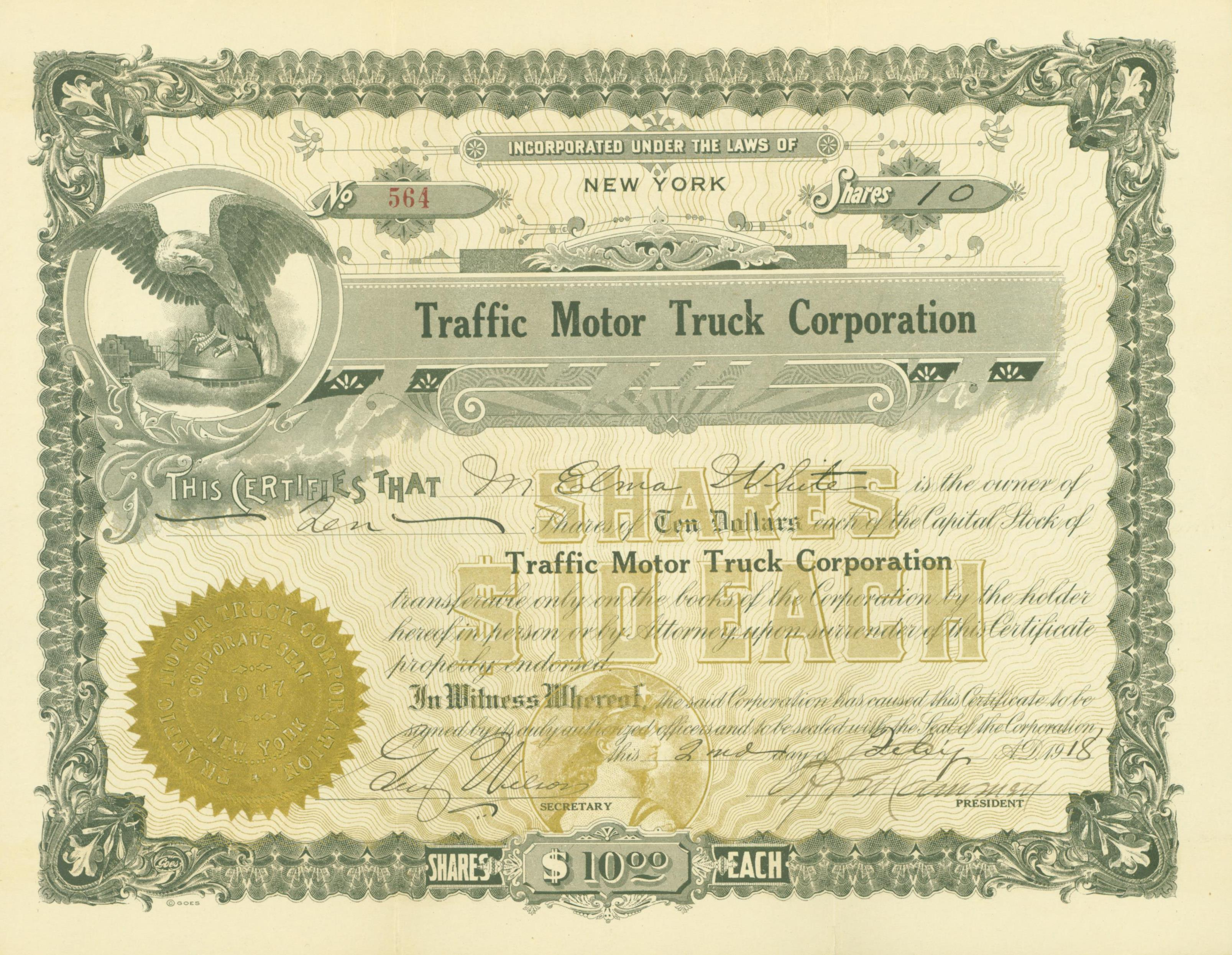
Aktie der Traffic Motor Truck Corporation vom 2. Juli 1918

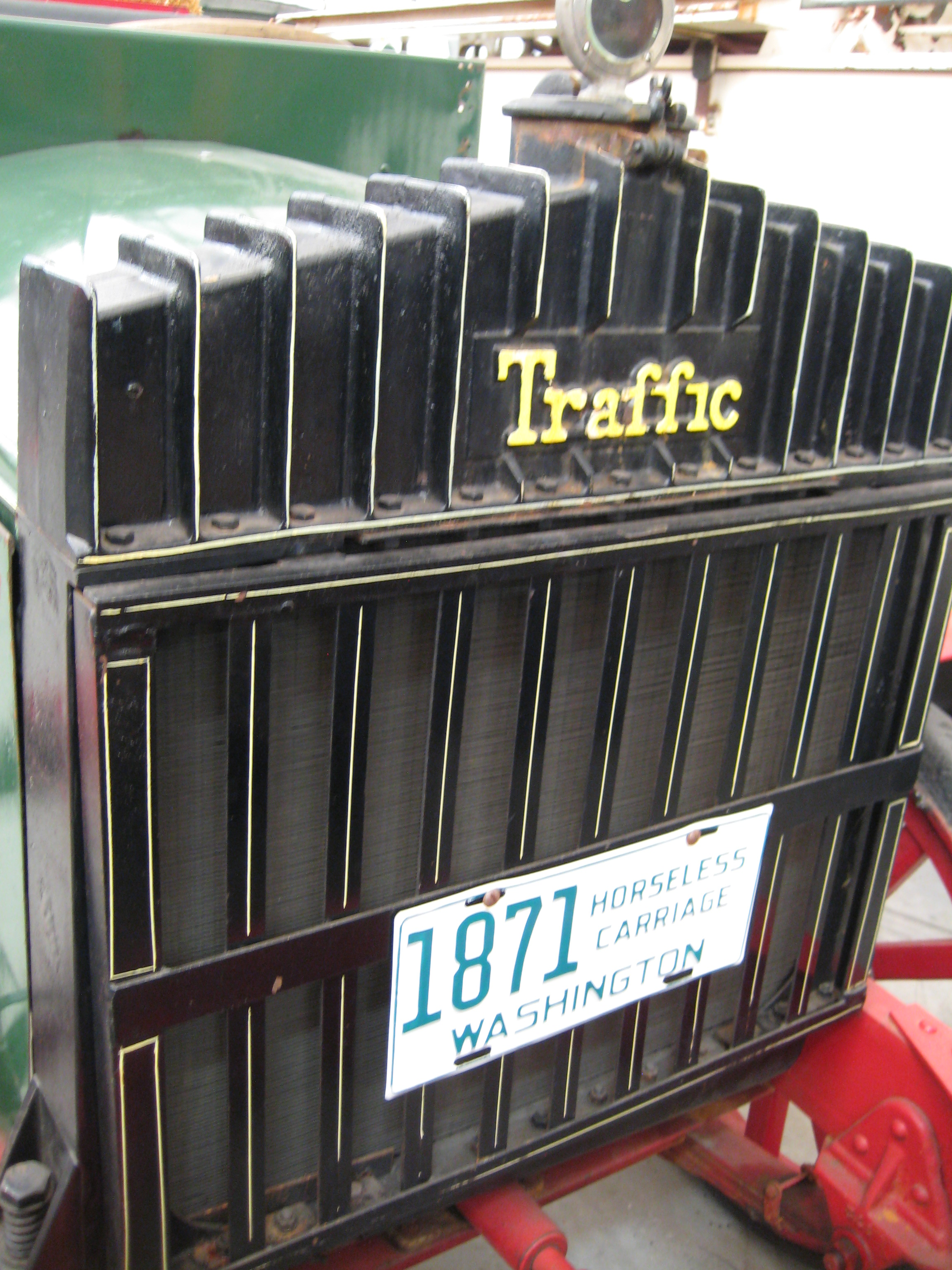
Kühlergrill eines existierenden Fahrzeugs

Traffic Motor Truck Corporation war ein US-amerikanischer Hersteller von Nutzfahrzeugen. Eine Quelle gibt zusätzlich die Firmierung Traffic Motors an.

## Unternehmensgeschichte
Das Unternehmen hatte seinen Sitz in St. Louis in Missouri. 1918 begann die Produktion von Lastkraftwagen. Der Markenname lautete Traffic. 1929 endete die Produktion.

## Fahrzeuge
Die ersten Modelle hatten einen Vierzylindermotor der Continental Motors Company mit 3610 cm³ Hubraum und ein Dreiganggetriebe.
1925 erfolgte eine große Überarbeitung. Nun wurde ein größerer Motor von Continental mit 4151 cm³ Hubraum verwendet. Die Nutzlast betrug bis 2,5 Tonnen. Ab 1927 waren mit einem verstärkten Fahrgestell auch 3 Tonnen Nutzlast möglich.
1929 wurde ein Modell mit einem Sechszylindermotor angeboten. Es hatte 2 bis 2,5 Tonnen Nutzlast.
Ein Fahrzeug ist in LeMay Collections ausgestellt.

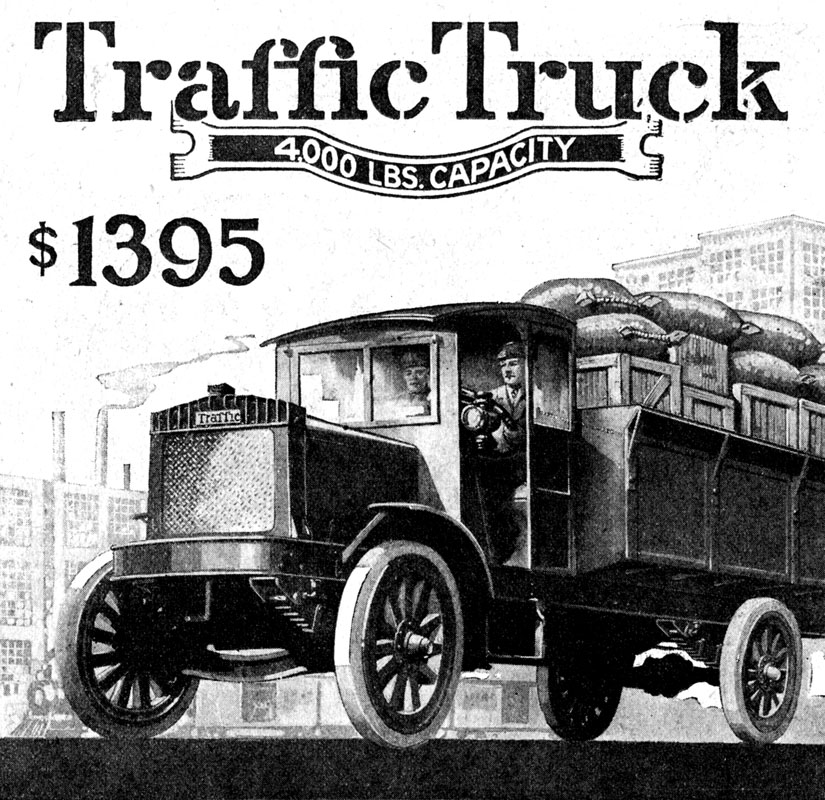
Anzeige vom 19. Mai 1919
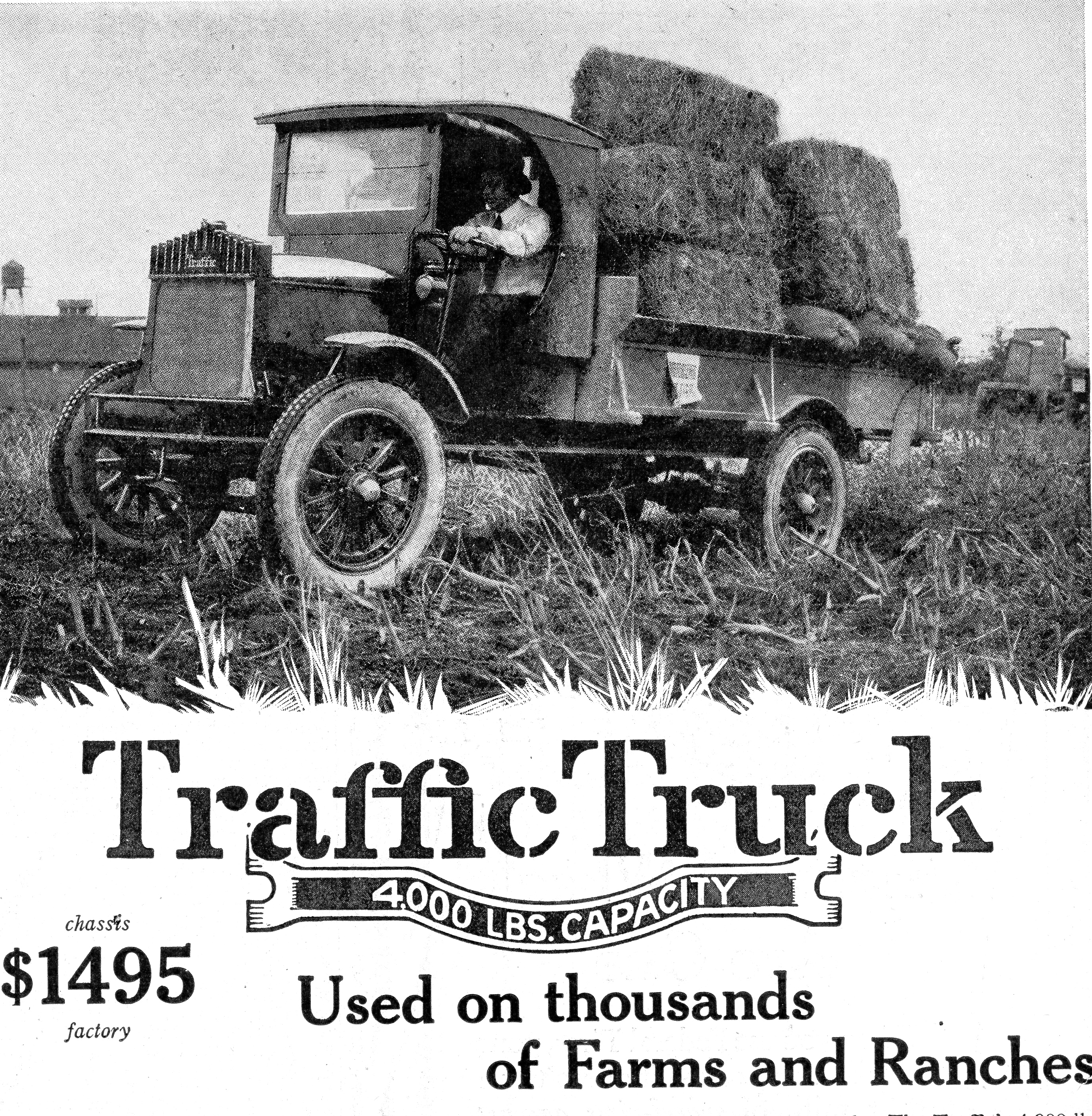
Anzeige vom 12. Juni 1920
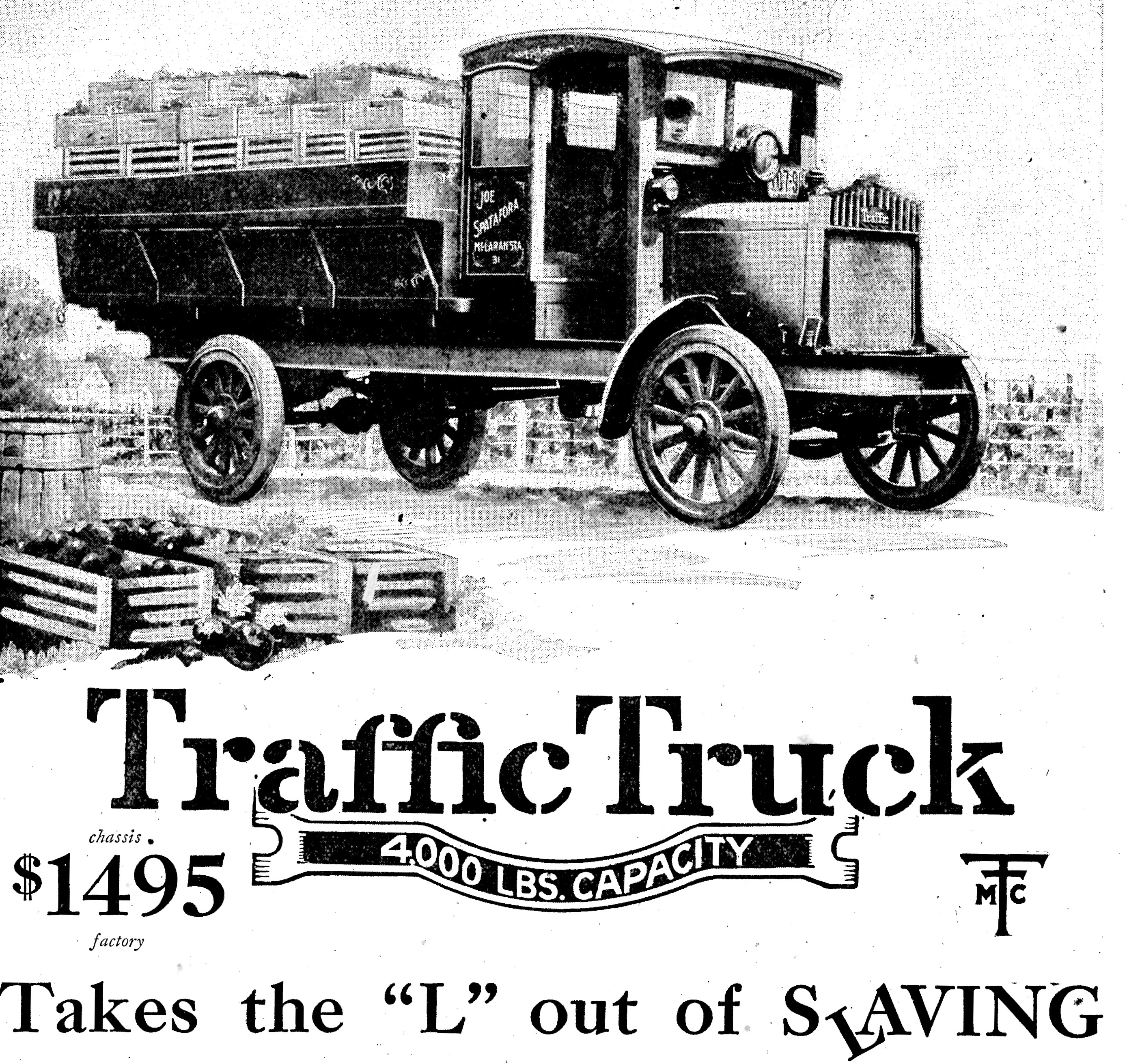
Anzeige vom 10. Juli 1920
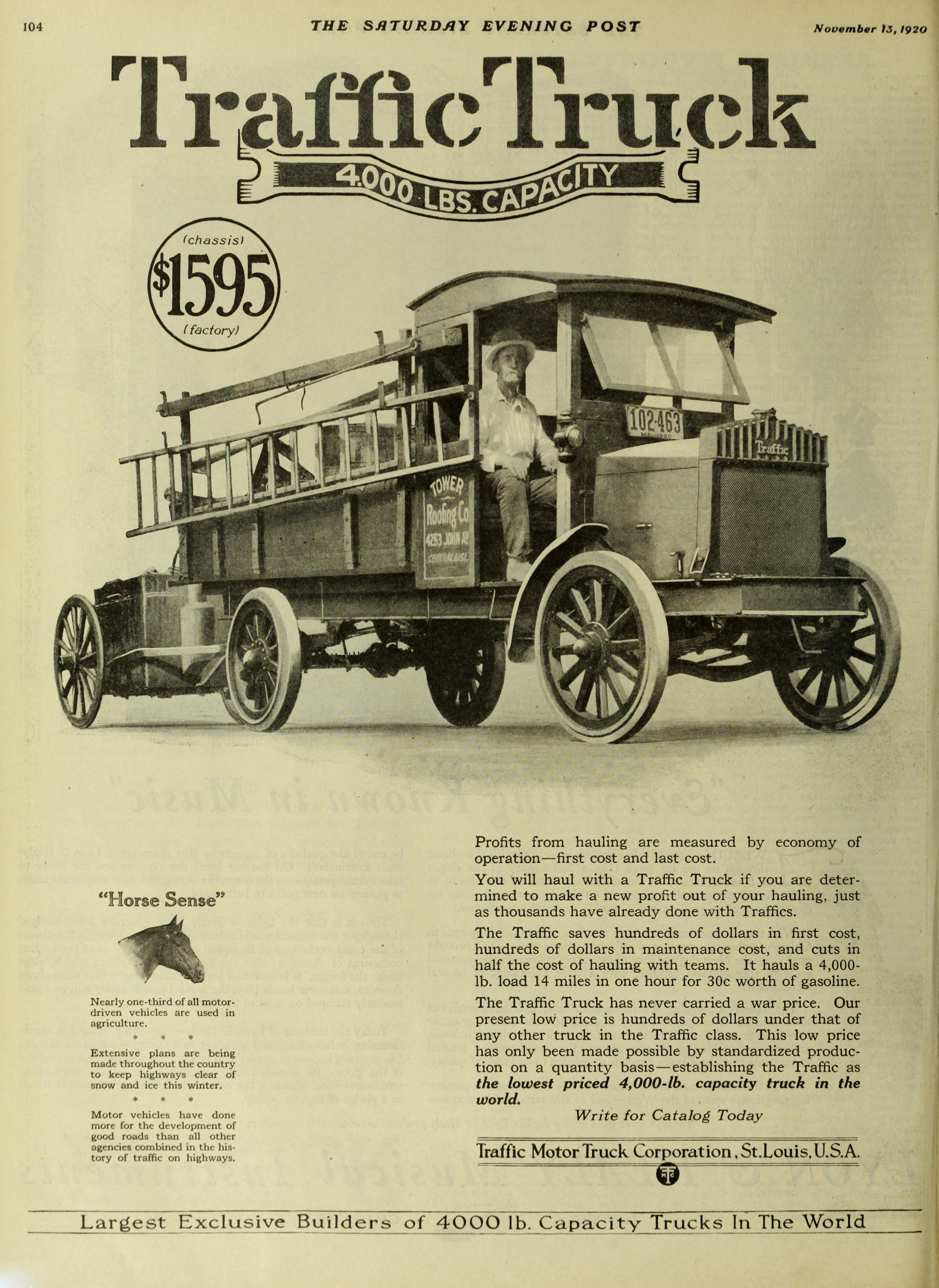
Anzeige vom 13. November 1920